# ليونارد إيفرت فيشر
ليونارد إيفرت فيشر (بالإنجليزية: Leonard Everett Fisher)‏ هو كاتب ورسام وكاتب للأطفال أمريكي، ولد في 24 يونيو 1924.

## وصلات خارجية
- ليونارد إيفرت فيشر على موقع IMDb (الإنجليزية)